# Fal (rivière)
Pour les articles homonymes, voir Fal.
Le Fal est un fleuve côtier situé dans les Cornouailles, en Angleterre.

## Géographie
Le Fal a une longueur de 29 km
Il prend sa source à Goss Moor, sur la commune de Pentivalle et termine sa course en se jetant dans la Manche sur la ville de Falmouth.

### Toponymie
L’origine et la signification du nom sont inconnus. Les premières occurrences du nom apparaissent dans des documents de 969 et 1049. Falmouth, située à l’embouchure du fleuve, est nommée ainsi depuis le XVIIe siècle d’après le Fal.
Le mot Fal (qui provient du cornique) peut faire référence à un prince.

### Navigabilité
Il est navigable de Falmouth à Truro.

## Affluents
Ses affluents sont les rivières Truro, Kennal, Penryn et Carnon.

## Histoire

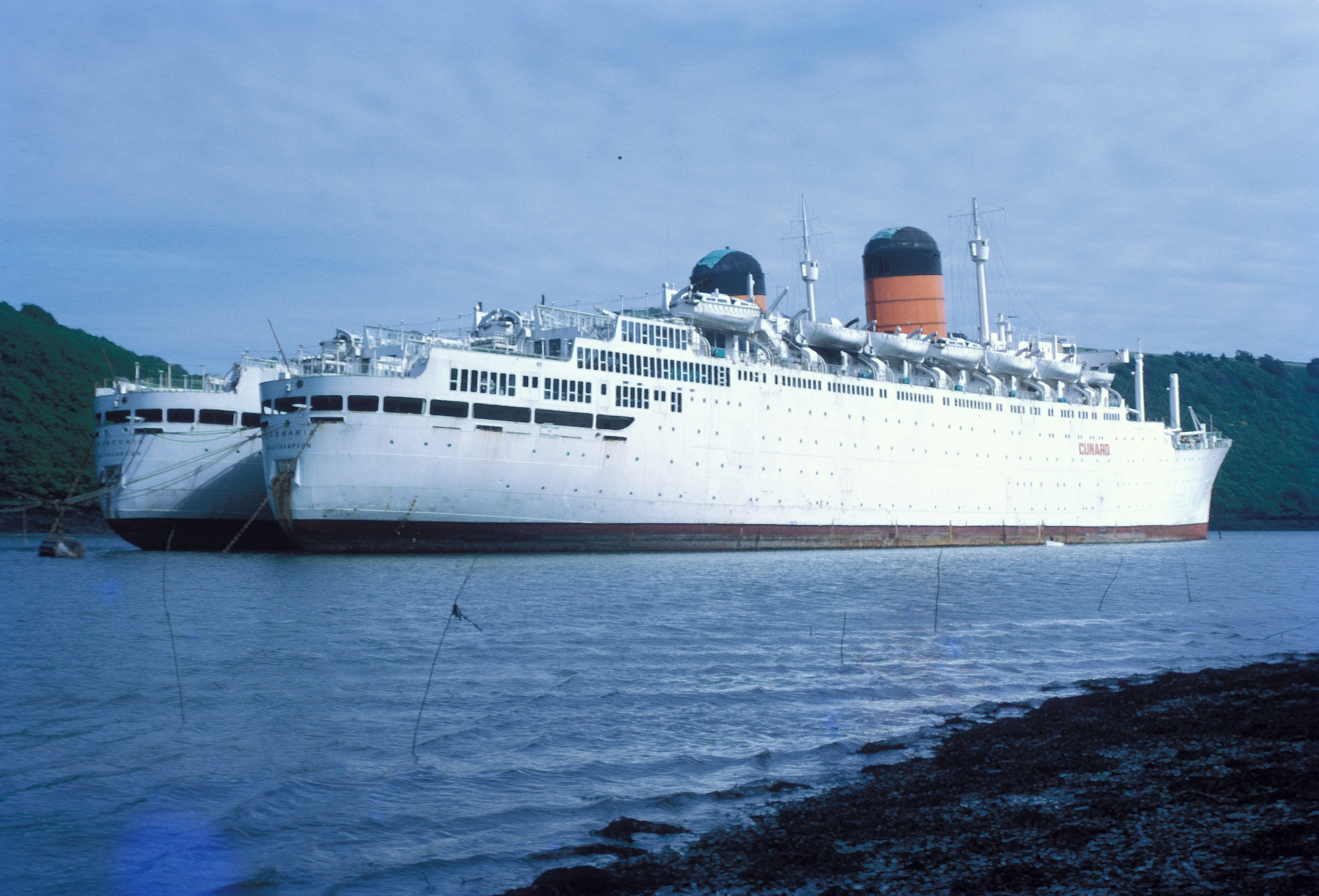
Le Carmania et le Franconia désarmé sur le Fal en 1972 ou 1973.

L’embouchure du fleuve et le port de Falmouth ont servi de lieu de désarmement pour les navires de la Royal Navy en attendant leur vente à la casse après la Seconde Guerre mondiale.
Il a de nouveau servi dans les années 1960/1970 pour la même utilisation, avec les paquebots britanniques.
En février 1992, il est pollué lorsqu’une mine d’étain a inondé et transformé en rouge le fleuve. Une vaste opération de nettoyage est mise en place pour décontaminer l’eau.